# Tabaco
Tabaco é um produto agrícola processado a partir das folhas de plantas do género Nicotiana. É consumido como uma droga recreativa sob a forma de cigarro, charuto, cachimbo, rapé, narguilé, charro ou fumo mascado. É usado em pesticidas sob a forma de tartarato de nicotina. Também é usado em alguns remédios.

## Etimologia
Existem duas hipóteses para a origem da palavra "tabaco":
- teria se originado do árabe tabbaq (تبغ) através do castelhano tabaco e do italiano tabacco, que já eram usados no século IX como nome de várias plantas;[3]
- teria se originado do taino tabaco, que designava o tubo em forma de "y" com que estes índios fumavam a erva,[4] o rolo de folhas de tabaco ou o cachimbo usado para fumá-las.[3]

O seu nome científico, Nicotiana, foi dado em homenagem ao embaixador francês em Portugal, Jean Nicot, o introdutor da planta na França.
A palavra "fumo" originou-se do termo latino fumu.
"Petum", "petume", "petema" e "petima" originaram-se do tupi antigo petyma. "Pitura" originou-se de "pito".

## História
Originária dos Andes, a planta do tabaco se espalhou por toda a América com as migrações dos povos ameríndios. As folhas da planta eram usadas pelos nativos americanos com finalidades terapêutica, religiosa e de lazer, sob variadas formas: em pó, mascada, bebida, fumada, comida e chupada. No início do século XVI, o tabaco foi levado pelos espanhóis para a Europa, onde veio a se tornar muito popular sob a forma mascada e sob a forma de rapé. O primeiro livro em que é relatada a forma nativa de se aspirar a fumaça proveniente de rolos de folhas de tabaco acesas é "Apologética história das Índias", de Bartolomeu de las Casas, em 1527. Posteriormente, Gonzalo de Oviedo y Velázquez, na Historia General de las Indias, descreveu a planta e seus usos, em 1535.
Em 1561, Jean Nicot (de onde deriva o nome da nicotina), embaixador francês em Portugal, aspirava-o moído (rapé) e percebeu que ele aliviava suas enxaquecas. Desta forma, nesse ano, enviou sementes e pó de tabaco para França, para que a rainha Catarina de Médicis o experimentasse no combate às suas enxaquecas. Com o sucesso deste tratamento, o uso do rapé começou a se popularizar. O corsário inglês sir Francis Drake foi o responsável pela introdução do tabaco em Inglaterra em 1585, mas o uso de cachimbo só se generalizou no mundo graças a outro navegador inglês, sir Walter Raleigh.

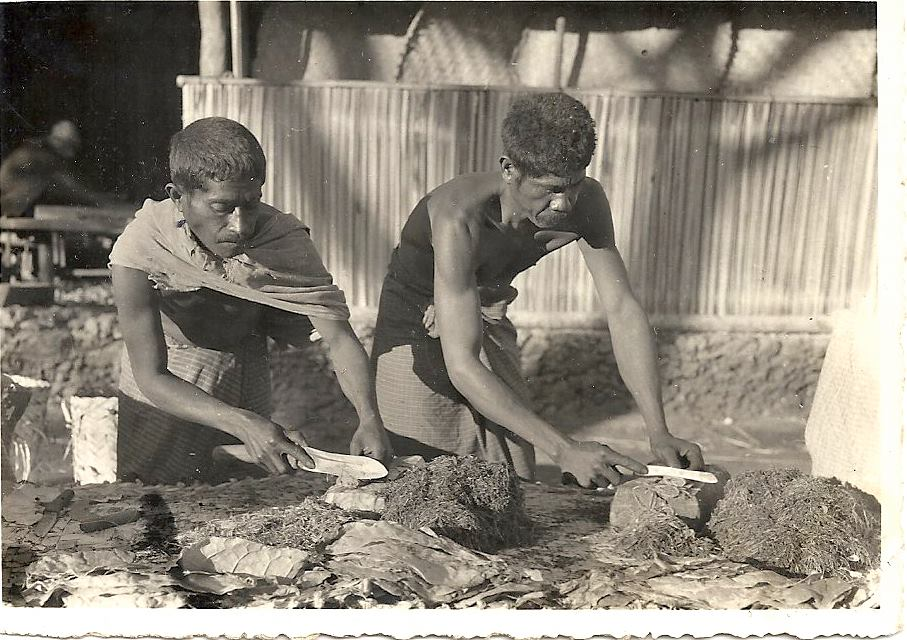
Processamento de folhas de tabaco em Balibo, no Timor Português, nos anos 1930

Com a vinda de escravos africanos para a América e a subsequente criação das religiões afro-americanas, estas incorporaram o uso do tabaco em seus rituais religiosos. Ao mesmo tempo, o tabaco era uma importante moeda de troca utilizada na compra de escravos no continente africano.
O hábito de fumar o tabaco como mera demonstração de ostentação se originou na Espanha através do charuto. Tal prática foi levada a diversos continentes e, somente por volta de 1840, começaram os relatos do uso de cigarro. Neste ponto, a finalidade terapêutica que foi inicialmente atribuída ao tabaco quando da sua introdução na Europa já havia perdido seu lugar para o hábito de fumar por prazer.
Embora o uso do cigarro tenha tomado enormes proporções no mundo a partir da Primeira Guerra Mundial (1914-1918), foi apenas em 1960 que foram publicados os primeiros relatos científicos que relacionavam o cigarro ao aumento da incidência de cancro, infarto e outras doenças no fumante habitual.

### No Brasil

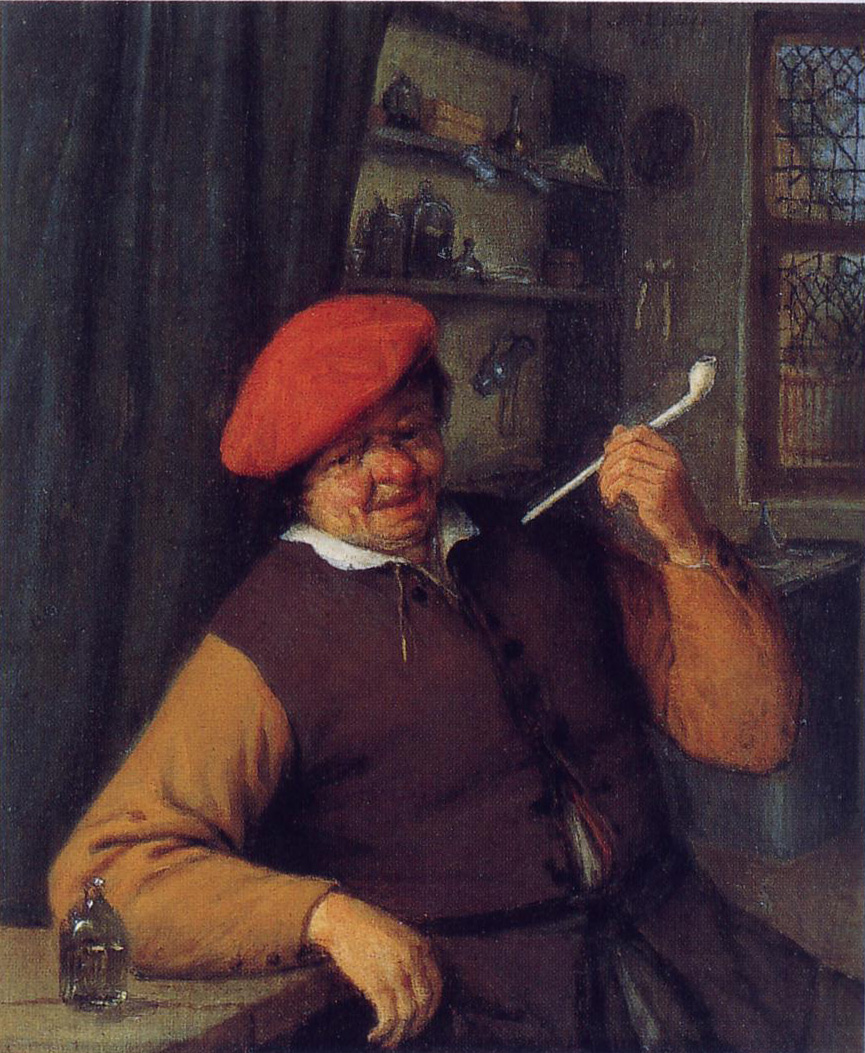
"Farmacêutico fumando", quadro de 1646 de Adriaen van Ostade

Já utilizada pelos povos indígenas do Brasil desde antes da chegada dos europeus, com o início da colonização portuguesa a planta começou a ser cultivada pelos colonos portugueses e seus descendentes, tanto para consumo próprio quanto para comercialização. Inicialmente, a região produtora mais importante foi a localizada entre Salvador e Recife. Em 1674, o governo colonial português instituiu o monopólio estatal sobre a comercialização do tabaco. A partir de meados do século XIX, as mais importantes regiões produtoras passaram a ser Bahia, Minas Gerais, Santa Catarina e Rio Grande do Sul.
Em Santa Cruz do Sul, o tabaco é plantado por imigrantes alemães desde o século XIX. Com a implantação da British American Tobacco (BAT) na região em 1918, a produção se expandiu e se profissionalizou. Nessa época, a BAT introduziu o fumo da classe Virgínia, que permitiu um aumento de produtividade.
A região passou por um processo de internacionalização da indústria fumageira a partir de 1966, quando as empresas nacionais foram, gradualmente, sendo substituídas por empresas multinacionais. Os fatores que levaram a isso foram:
1. o conflito na Rodésia, ex-colônia britânica, grande produtor de tabaco, governado por uma minoria branca e segregacionista. As sanções internacionais do Conselho de Segurança da Organização das Nações Unidas levaram as empresas de tabaco a migrarem para a América do Sul;
2. a nova política macroeconômica do governo federal, posta em prática depois do Golpe de 1964 e que se fundamentava em três pilares: grande empresa estatal, grande empresa nacional e capital estrangeiro. Sendo assim, o governo cortou boa parte dos créditos para as empresas de porte médio, como as que operavam com tabaco. O governo também favorecia o acesso a investimentos para a instalação dessas empresas no Brasil, sendo, inclusive, avalista delas em empréstimos internacionais;
3. a inserção competitiva do fumo no mercado internacional. À medida que os custos de processamento do fumo aumentavam, levando as empresas nacionais à bancarrota, as empresas internacionais viam, nisso, uma chance de aumentarem sua participação por meio da compra de empresas nacionais.

Nesse contexto de unificação de empresas, as empresas "Helmuth Schütz & Cia.", "Theodoro F. Schilling & Cia" e "Adolfo Iserhard & Cia." se uniram para formar a "Cia. de Fumos", que, na década de 1940, viria a ser comprada pela "Tabacos Tatsch". As empresas locais foram compradas por multinacionais do setor, como a Universal Leaf Tobacco, que comprou diversas empresas na década de 1970, como, por exemplo:
1. Exportadora Hennig S/A, fundada em 1888, comprada anteriormente pelo grupo Armada S/A;
2. Boettcher Wartchow & Cia. Ltda, fundada em 1932;
3. Tabacos Tatsch & Cia, fundada em 1905;
4. Kliemann & Cia. foi fundada em 1915;
5. Kannemberg & Cia. Ltda., fundada em 1950.

O Brasil é o maior exportador de tabaco do mundo desde 1993. Em termos de volume, entre 500 e 600 mil toneladas são exportadas por ano. A União Europeia responde por cerca de 40% das importações de tabaco do Brasil, seguidas por China e Extremo Oriente de modo geral, com cerca de 30%. Quase 95% da produção brasileira é realizada na Região Sul. Cerca de 85% das exportações são realizadas pelo Porto de Rio Grande. O tabaco, em 2023, representou 4,5% das exportações da Região Sul e 11% das exportações do estado do Rio Grande do Sul.

## Produção mundial
| País                                     | Produção em 2018 (toneladas anuais) |
| ---------------------------------------- | ----------------------------------- |
| China                                    | 2 241 000                           |
| Brasil                                   | 762 266                             |
| Índia                                    | 749 907                             |
| Estados Unidos                           | 241 870                             |
| Indonésia                                | 181 095                             |
| Zimbabwe                                 | 132 200                             |
| Zâmbia                                   | 115 950                             |
| Tanzânia                                 | 107 009                             |
| Paquistão                                | 106 727                             |
| Argentina                                | 104 093                             |
| Total mundial                            | 6 501 000                           |
| Fonte: Food and Agriculture Organization |                                     |

## Biologia

A nicotina é o composto responsável pela dependência ao tabaco

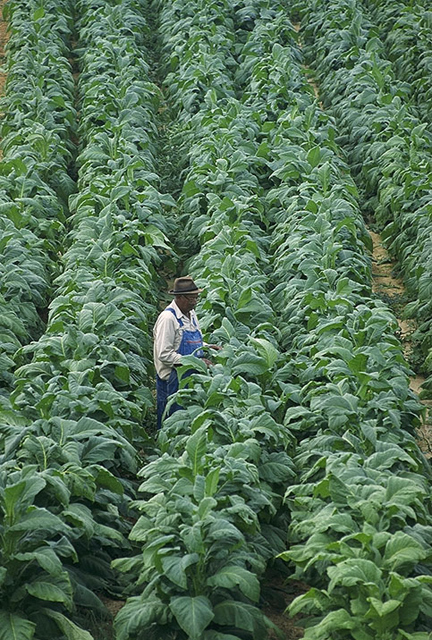
Plantação de tabaco em Chatham, na Virgínia, nos Estados Unidos

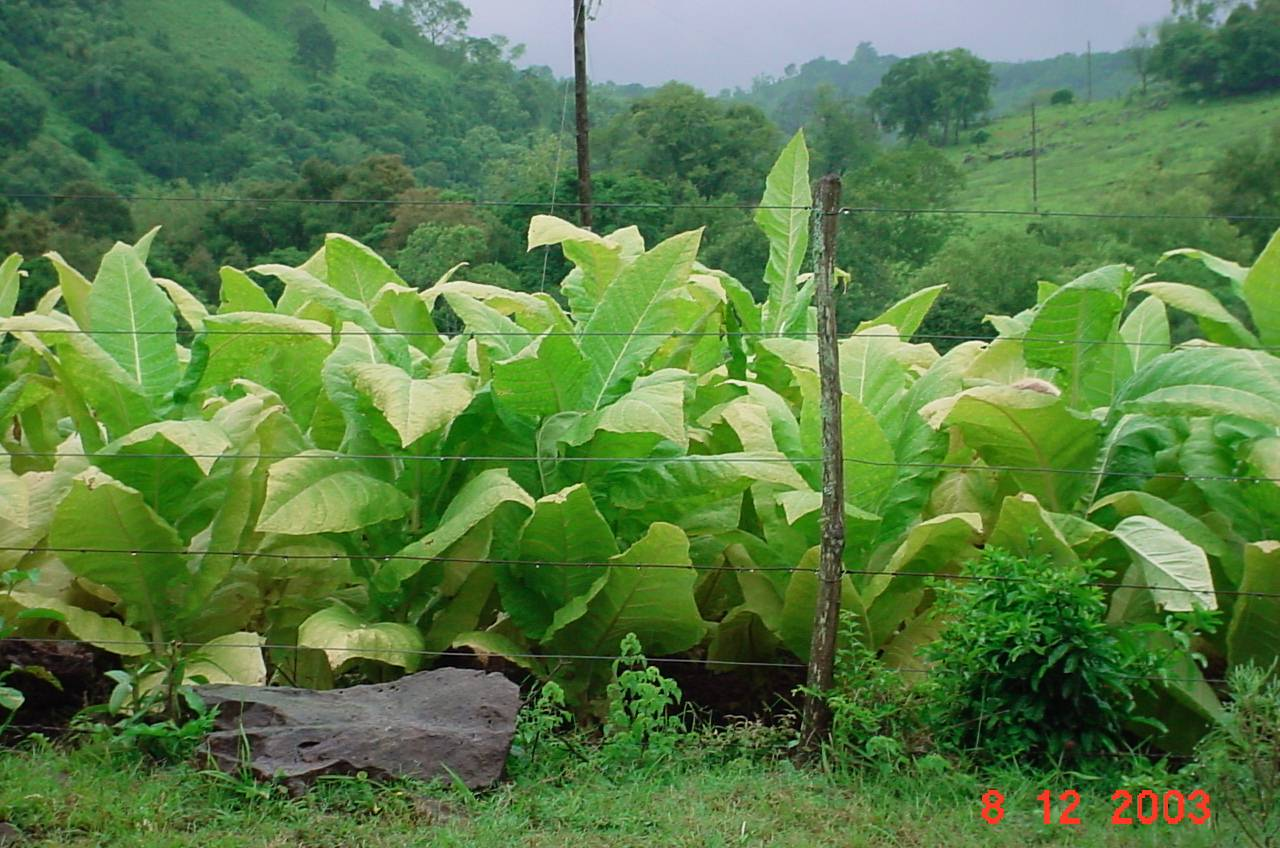
Pés de tabaco em destaque

Existem muitas espécies de tabaco do género Nicotiana. Esta faz parte da família Solanaceae, originária da América, Austrália, sudoeste africano e Oceania. Existem muitas plantas que contêm nicotina, uma poderosa neurotoxina para os insetos, contudo as plantas do género Nicotiana contêm uma maior concentração de nicotina que as outras plantas.